# Vinit Rai
Vinit Rai (Assam, India, 10 de octubre de 1997) es un futbolista de la India que juega de centrocampista para el Minerva Punjab Football Club de la Superliga de India.

## Carrera

### Club
| Periodo   | Club                      | Apariciones | Goles |
| --------- | ------------------------- | ----------- | ----- |
| 2014–2016 | Dempo SC                  | 2           | 0     |
| 2016–2017 | Kerala Blasters           | 2           | 0     |
| 2017      | → Minerva Punjab (cedido) | 4           | 0     |
| 2017–2023 | Odisha FC                 | 68          | 1     |
| 2021–2023 | → Mumbai City FC (cedido) | 20          | 2     |
| 2023-     | Mumbai City FC            | 0           | 0     |

### Selección nacional
Jugó para India sub-23 en siete ocasiones de 2015 a 2019. Debutó con India en 2018 y un año después jugó en la Copa Asiática 2019.

## Logros
- Superliga de India: 2022-23